# Евангелие от Варава

## Автор
Варнава/Барнабас е един от седемдесетте апостоли, последователи на Исус. Чест спътник на апостол Павел и негов помощник. Евангилието, което уж е написано от Варнава е доста спорно и некаконично. Евангелието е открито през 2000 г. В него е писано на източноарамейски диалект. То обаче е смятано за неканонично, защото отрича много от приетите на Първия и Втория Вселенски събор постулати. Отрича че Исус е Божи син, а го счита само за Пророк и Месия на Израил. Евангелието отрича, че е убит, а твърди че се е възнесъл жив на небето. 

## Дата на създаване
Датата на създаване е спорна. Текстовете имат претенцията да са създадени от Варнава, един от първите апостоли. В същото време според някои изследователи в това Евангелие се представя мюсюлманската версия на Новия завет и интерпретацията на мюсюлманите за живота на Иисус. В него дори се твърди, че Иисус е свидетелствал за идването на Мохамед.  Текстовете са намерени през 2000 г. Според историографите това житие е съществувало през XVI век на испански и италиански език, но оригиналът му е изгубен и е оцелял само частичен препис от XVIII век. Всичко това прави много трудно да се прецени, дали евангелието е автентично.